# Антоний Нагиб
Антоний Нагиб I (копт. Ⲁⲛⲧⲱⲛⲓⲟⲥ Ⲛⲁⲅⲟⲩⲓⲃ; 18 марта 1935, Самалут, Эль-Минья, королевство Египет — 28 марта 2022, Каир, Египет) — египетский кардинал. Епископ Эль-Миньи 26 июля 1977 по 29 сентября 2002. Патриарх Коптской католической церкви с 7 апреля 2006 по 15 января 2013. Кардинал-патриарх с 20 ноября 2010. Официальный титул — Его Блаженство — Патриарх Александрии.

## Биография
Патриарх коптов-католиков родился в Египте, 30 октября 1960 года принял сан священника, а 9 сентября 1977 года был рукоположён во епископы. В 1977 году он был назначен епископом Миньи. 7 апреля 2006 года выбран патриархом церкви.
Кардинал Антоний Нагиб возглавлял также Синод Коптской католической церкви и Ассамблею католических священнослужителей Египта.
20 октября 2010 года в ходе генеральной аудиенции на площади Святого Петра папа римский Бенедикт XVI объявил о назначении 24 новых кардиналов, среди них и патриарх Антоний Нагиб. Согласно традиции патриарх Антоний Нагиб возведён в сан кардинала-патриарха на этой консистории.
20 ноября 2010 года состоялась консистория, на которой кардиналу Антонию Нагибу была возложена кардинальская шапка и он стал кардиналом-патриархом. 21 ноября состоялась торжественная месса по случаю вручения кардинальских перстней.
Пресс-служба Святого Престола заявила, что Архиерейский Синод коптской католической церкви собрался в Мокаттаме, в Каире, с 12 по 16 января 2013 года, после консультации с папой Бенедиктом XVI, принял отставку с поста представленную кардиналом Антонием Нагибом, коптским патриархом Александрийским, в соответствии с каноном 126 § 2 Канонического Кодекса Восточных Церквей. 15 января тот же Синод избрал нового коптского патриарха Александрии Ибрагима Исаака Сидрака, до тех пор коптского епископа Миньи в Египте.
Участник Конклава 2013 года.
18 марта 2015 года кардиналу Антонию Нагибу исполнилось восемьдесят лет, и он потерял право на участие в Конклавах.